# الكسندر كوالسكي
الكسندر كوالسكي (بالبولندية: Aleksander Kowalski)‏ هو لاعب هوكي الجليد بولندي، ولد في 7 أكتوبر 1902 في وارسو في بولندا، وتوفي في 3 أبريل 1940 في كاتين في روسيا.

## وصلات خارجية
- الكسندر كوالسكي على موقع EliteProspects.com (الإنجليزية)
- الكسندر كوالسكي على موقع Eurohockey.com (الإنجليزية)
- الكسندر كوالسكي على موقع اللجنة الأولمبية الدولية (الإنجليزية)
- الكسندر كوالسكي على موقع أوليمبيديا (الإنجليزية)
- الكسندر كوالسكي على موقع اللجنة الأولمبية البولندية (مؤرشف) (البولندية)